# Kerlingar
Kerlingar är en bergstopp i republiken Island. Den ligger i regionen Suðurland, 190 km öster om huvudstaden Reykjavík. Toppen på Kerlingar är 1 318 meter över havet, eller 178 meter över den omgivande terrängen. Bredden vid basen är 1,4 km.
Trakten runt Kerlingar är nära nog obefolkad, med mindre än två invånare per kvadratkilometer. Det finns inga samhällen i närheten. Trakten runt Kerlingar är permanent täckt av is och snö.